# فوتبال جهانی فیفا (برنامه تلویزیونی)
فوتبال جهانی فیفا (به اسپانیایی: FIFA Futbol Mundial) مجله‌ای تلویزیونی در رابطه با فوتبال است که توسط رسانهٔ ای‌ام‌جی ورزشی تولید می‌شود. البته تولید این برنامه به فیفا نیز مرتبط است.

## تلویزیون‌های ماهواره‌ای پخش کننده
| Country        | TV network(s)       |
| -------------- | ------------------- |
| ایران          | من و تو ۱           |
| پاکستان        | TEN Sports          |
| هند            | TEN Sports          |
| مراکش          | 2M Maroc            |
| استرالیا       | SBS                 |
| بلغارستان      | RING TV             |
| دانمارک        | TV2SPORT            |
| ژاپن           | Gaora، NHK BS-1     |
| لیتوانی        | Sport1              |
| لهستان         | Polsat Sport و TV 4 |
| سوئد           | Canal+              |
| ترکیه          | NTV                 |
| تایوان         | csky                |
| بریتانیای کبیر | اسکای اسپورت        |
| هلند           | Eredivisie Live     |
| نیوزیلند       | TVNZ 7              |
| مکزیک          | Televisa Canal 9    |
| یونان          | Nova Sports         |
| پرتغال         | SportTV             |
| اسپانیا        | Canal+ Fútbol       |